# San Mauro Castelverde
San Mauro Castelverde (Santu Màuru in siciliano) è un comune italiano di 1 295 abitanti della città metropolitana di Palermo in Sicilia.

## Geografia fisica
L'abitato sorge sull'omonimo monte a circa 1050 m s.l.m.. Esso è avvolto tra le Madonie a ovest e i Nebrodi a est; a nord, di rimpetto, è visibile il Mar Tirreno che spazia incontrastato, la cui vista è interrotta soltanto da altri rilievi in cui sono presenti paesaggi locali e paesi limitrofi come Pollina e Castelbuono, nonché a sud Gangi e Geraci Siculo. È uno degli 82 comuni dell'ex provincia di Palermo e dista dal suo capoluogo circa 114 km. Fa parte del Parco delle Madonie.

### Territorio
La conformazione topografica del territorio, che si espande per oltre 11000 ettari, è prevalentemente in zona montana ed è classificata perlopiù in seminativi, pascoli, uliveti, frassineti e boschi. Pochi sono i fiumi, di medio-piccola estensione, che ne lambiscono le terre: il Buonanotte, il Calabrò e il Pollina. Pur essendo uno dei pochi comuni d'Italia ad avere una spiaggia propria nonostante gli oltre 1000 metri di altitudine, da punti sparsi si possono scorgere diversi paesi delle Madonie, dei Nebrodi e di altre province, senza escludere lo spettacolare scenario dell'Etna. Tra di essi è utile menzionare il "Pizzo Vuturo", vale a dire “avvoltoio”, con 1223 metri di quota o, ancor meglio, i 1346 metri di "Timpa del Grillo" sui Nebrodi (in gergo locale "Pizzu di tri finàiti", ossia "dei tre confini", poiché zona che delimita le Province di Palermo, Enna e Messina, oltre che frontiera di tre importanti feudi locali: Gàllina, Sallèmi e Colombo). Da quest'ultimo, in particolare, si riescono a scorgere ben 32 paesi, isole comprese, e colli inerenti ai territori delle Province di demarcazione.

### Clima
A San Mauro Castelverde il clima è temperato: le estati sono calde e gli inverni piuttosto rigidi (date anche le precipitazioni nevose), così che in estate si ha molta meno pioggia che in inverno. Secondo la classificazione dei climi di Köppen, il paese appartiene alla fascia Csa, ossia al clima temperato delle medie latitudini con estate calda. 13.1 °C è la temperatura media, mentre la piovosità media annuale è di 513 mm. Il mese con indice di maggior siccità è tendenzialmente giugno; di contro, il più piovoso è ottobre. Il mese più caldo dell'anno è agosto con una temperatura media di 22.4 °C. Agli antipodi, invece, 5.5 °C è la temperatura media di gennaio, che risulta così essere la più bassa in assoluto. La differenza tra le precipitazioni del mese più secco e quelle del mese più piovoso è di 65 mm. Durante il corso dell'anno le temperature medie variano di 16.9 °C.
| SAN MAURO CASTELVERDE | Mesi | Mesi | Mesi | Mesi | Mesi | Mesi | Mesi | Mesi | Mesi | Mesi | Mesi | Mesi | Stagioni | Stagioni | Stagioni | Stagioni | Anno  |
| SAN MAURO CASTELVERDE | Gen  | Feb  | Mar  | Apr  | Mag  | Giu  | Lug  | Ago  | Set  | Ott  | Nov  | Dic  | Inv      | Pri      | Est      | Aut      | Anno  |
| --------------------- | ---- | ---- | ---- | ---- | ---- | ---- | ---- | ---- | ---- | ---- | ---- | ---- | -------- | -------- | -------- | -------- | ----- |
| T. max. media (°C)    | 7,7  | 8,4  | 10,0 | 13,0 | 18,3 | 23,3 | 26,4 | 26,5 | 22,6 | 17,1 | 12,9 | 9,2  | 8,4      | 13,8     | 25,4     | 17,5     | 16,3  |
| T. min. media (°C)    | 3,4  | 3,3  | 4,5  | 6,8  | 10,8 | 15,0 | 17,9 | 18,3 | 15,5 | 11,5 | 7,9  | 5,1  | 3,9      | 7,4      | 17,1     | 11,6     | 10,0  |
| Precipitazioni (mm)   | 64,0 | 52,0 | 48,0 | 38,0 | 26,0 | 10,0 | 10,0 | 17,0 | 40,0 | 75,0 | 68,0 | 65,0 | 181,0    | 112,0    | 37,0     | 183,0    | 513,0 |

## Origini del nome
Sotto il titolo “Santo Mauro” il paese esisteva sicuramente fin dai tempi dei Normanni e risulta iscritto tra i manieri della contea di Geraci nella diocesi di Messina. Non avrebbe potuto prendere questo nome prima del 15 gennaio 584, data della morte di san Mauro, ma il paese, seppur sotto forma di agglomerato di costruzioni, probabilmente esisteva già. 
Stando alla tradizione, pare che "San Mauro" sia stato dato al paese in seguito alla donazione di una reliquia del suddetto santo da parte dei monaci benedettini di un convento esistente sul luogo. L'appellativo "Castelverde" fu aggiunto con decorrenza 27 maggio 1863, quando, in seguito all'unificazione del regno d'Italia, per distinguerlo dagli altri 22 paesi d'Italia dello stesso nome, la Prefettura di Palermo chiese di aggiungere un secondo nome e l'allora Consiglio Comunale deliberò il 16 dicembre 1862 per tale identificativo.

## Storia
La storia di questo antico paese non risulta di certa attendibilità. Pur mescolandosi alle millenarie leggende tramandate oralmente, si fa qui riferimento alle opere del La Rocca e del Leonarda (autori locali) in quanto testi di maggiore affidabilità.

### Età antica
Si dice che i primi conquistatori o dimoranti, se non altro di passaggio, siano stati i Greci. A dimostrazione di ciò esistono ancora oggi un antico bevaio e una via omonima (dette dei "rièggi") che lasciano forse pensare a un primordiale insediamento in quel periodo. In effetti le tracce greche, stando agli atti del Tribunale del Real Patrimonio del 1593 (documentazione sui più antichi censimenti siciliani), sono state non soltanto un dato di fatto ma addirittura vivente. Infatti, oltre a persistere un quarterio delli greci, vi si inserisce una diretta testimonianza realmente vissuta: Joanna la greca, una vedova nullatenente.
Per via della sua peculiare posizione, inoltre, il paese sarà stato di certo noto nell’antichità dal momento che esiste una cartografia della Sicilia di Ignazio Danti, conservata nella galleria delle carte geografiche dei Musei Vaticani, che cita per iscritto il nome dell'abitato come "S. Maura".

#### Le prime fortificazioni e il castello
Con la denominazione Terra si soleva indicare un abitato fortificato circondato da mura protettive, distinto chiaramente da un conglomerato aperto definito Casale. Caduto l'Impero Romano d'Occidente (476 d.C.), la Sicilia fu conquistata dagli Ostrogoti di Teodorico e, nel VI secolo, dai Bizantini. Per cui, avendo questi ultimi creato delle fortificazioni in difesa dagli attacchi Saraceni, costruirono anche imponenti roccaforti per osservare i nemici. Una di queste probabilmente è il castello maurino (del quale oggi si conservano nient'altro che poche rovine parietali), anche se, in merito alla istituzione e alla cronologia di esso, si è aperta una questione storica rilevante. 
Una prima ipotesi, insufficientemente documentabile del La Rocca, ne parla come già esistente al tempo della conquista di Siracusa da parte dei Romani (III secolo a.C.). Più in avanti, sotto il dominio normanno, è certo che nel 1082 risulta essere parte della diocesi di Troina, donato dal Conte Ruggero. Un'altra posizione è stata messa in luce dalla Paruta (con analoga risoluzione del dott. Gioachino Drago Calascibetta) che lo farebbe risalire, invece, al 1196 con fondazione avvenuta da parte della contessa Guerrera Creone Bernavilla, succeduta al padre Ruggero nello Stato di Geraci proprio l'anno precedente. Nonostante le si attribuisca nello stesso anno anche la fondazione del Monastero di Santa Maria di Altopiano in località Batìa, Rocco Pirri, nella sua opera Sicilia Sacra, sostiene indirettamente che tale data non sia di fondazione, bensì di attestazione del castello e che nel 1196 San Mauro fosse già abitato e reso luogo fortificato.
Il fortilizio fu poi legato alla famiglia dei Ventimiglia, i quali dal 1296 al 1812 ne esercitarono il dominio quasi ininterrottamente. 
Un'altra attestazione è inoltre contenuta in una pergamena risalente al febbraio del 1322. Si tratta di una quietanza rilasciata da Francesco Ventimiglia, conte di Geraci, a un tal Novello da Montonino, procuratore della contea, in cui emerge chiaramente la controprova sia dell'esistenza del castello sia della fortificazione dell'abitato. Infine nel 1394 ne risulta signore Fernando Lopez de Luna, anche se incerti ne furono i destini. Inoltre pare che esistevano già da tempo degli agglomerati sul monte e ciò è provato dal fatto che nelle murature laterali della struttura sono stati ritrovati rottami di tegole o mattoni, tutti materiali derivati da fabbricati.
A tutt'oggi si evincono tracce di una costruzione edificata a ridosso di costoloni rocciosi, probabilmente utilizzati come basamento per una torre centrale più alta. Si identificano allineamenti di muri che racchiudevano un’area scoperta, nonché una complessiva costruzione dall’andamento allungato e con piccole torri richiamanti il Castello a Mare di Palermo.
Del periodo bizantino restano anche la chiesa di Santa Sofia o del Monte, giacché in essa si era dediti ai culti della santa. Importante da segnalare è che, oltre al mitico castello, in sua difesa vennero istituite delle torri laterali quali quella del Colle della Maddalena e quella del Colle San Marco, collegate al fortilizio per mezzo di cunicoli sotterranei. Oggi sono tutte andate in rovina.

#### La leggenda di "Pietro Verde"
In un manoscritto latino apocrifo, che si disse ritrovato allora nel castello, si narra della poco attendibile storia di un nobile feudale carolingio, Pietro Verde, che, caduto in disgrazia e profugo, rifugiatosi in Sicilia e sbarcato alla foce del fiume Pollina, si diresse verso Calandra dominata dagli Ateniesi . In seguito, dopo aver comperato un vasto appezzamento nei paraggi, costruì un castello in posizione strategica che affacciava sul mare e, portato a compimento nel 788, venne chiamato “Castello Verde” (da ciò si giustifica anche il secondo nome dato al paese nel 1862). Dopo essersi unito in matrimonio con un'altra nobile castellana di Calandra, Maria Coco, iniziarono i primi discendenti tra cui il primogenito Diacinto e, in seguito, l'intera sua stirpe. Questo racconto, seppur spurio, confermerebbe un altro secolo per l'attribuzione del castello: l'VIII.

### Età medievale
L'occupazione saracena del IX secolo, meglio conosciuta come “dominazione araba”, fu probabilmente il periodo più importante riguardo ai cambiamenti universali della cultura, delle tradizioni e del territorio: infatti, gran parte del luogo venne suddiviso in zone diverse con nomi differenti e la parte nord-orientale venne chiamata Val Demone, nella quale fu inserita anche San Mauro. Nel paese, come tracce di tale periodo, rimangono contrade (Xinni; Karsa, il cui significato probabilmente sarebbe “giardino”) e cognomi (Xialabba, Zillì) di certo propri dei conquistatori orientali.
Dal 1060 al 1091 si attuò la sconfitta degli Arabi e l'ascesa dei Normanni del Conte Ruggero. Restaurata la religione cristiana, San Mauro passò alla diocesi nuova di Messina e il re in persona ne portò il totalitario potere fino all'avvento borbonico.
Dopo diverse lotte e molteplici movimenti di contee, si arriva alla famosa battaglia di Benevento (1266) in cui soccombe Manfredi di Svevia e subentra in Sicilia Carlo d'Angiò. Nel 1282, con la rivoluzione dei Vespri, la vecchia Trinacria si liberò dal giogo angioino e passò alla casata d'Aragona perché non riuscì a mantenere una indipendenza forte e fu, come si dice, “offerta” loro dal popolo stesso. Dal 1282 al 1410 l'isola,  governata in successione da otto re d'Aragona e fu regno indipendente. Del periodo angioino sappiamo che San Mauro si inaridì economicamente e solo dopo i Vespri la Sicilia crebbe nuovamente, poiché Federico II concesse al conte Francesco Ventimiglia le terre di diversi paesi attigui, tra cui San Mauro stesso. Assieme a Geraci Siculo, Castelbuono e Pollina fu sempre legato alla loro casata e non fu mai oggetto di cessioni o elargizioni.

### Età moderna
Nel 1492 i cittadini si ribellarono ai Ventimiglia e ottennero che nei giorni di mercato non si sarebbe dovuto pagare alcun dazio. A testimonianza di ciò, esiste una targa con scritta “fera franca e luoghi franchi” nella cammino discendente corso Umberto I.
Terminato il feudalesimo, essendo divenuto un paese della provincia di Palermo, grazie a un mandato fu elevato a circondario (mandamento) e ottenne in seguito la Pretura. Per effetto della legge Zanardelli del 30 marzo 1890, il paese fu segnato tra quei Comuni in cui la precitata Pretura dovette essere soppressa. Dopo averla tenuta per circa un altro trentennio presso la sede decentrata di Castelbuono, in seguito è passato alla potestà giudiziale di Cefalù dalla quale tutt'oggi dipende.

### Simboli

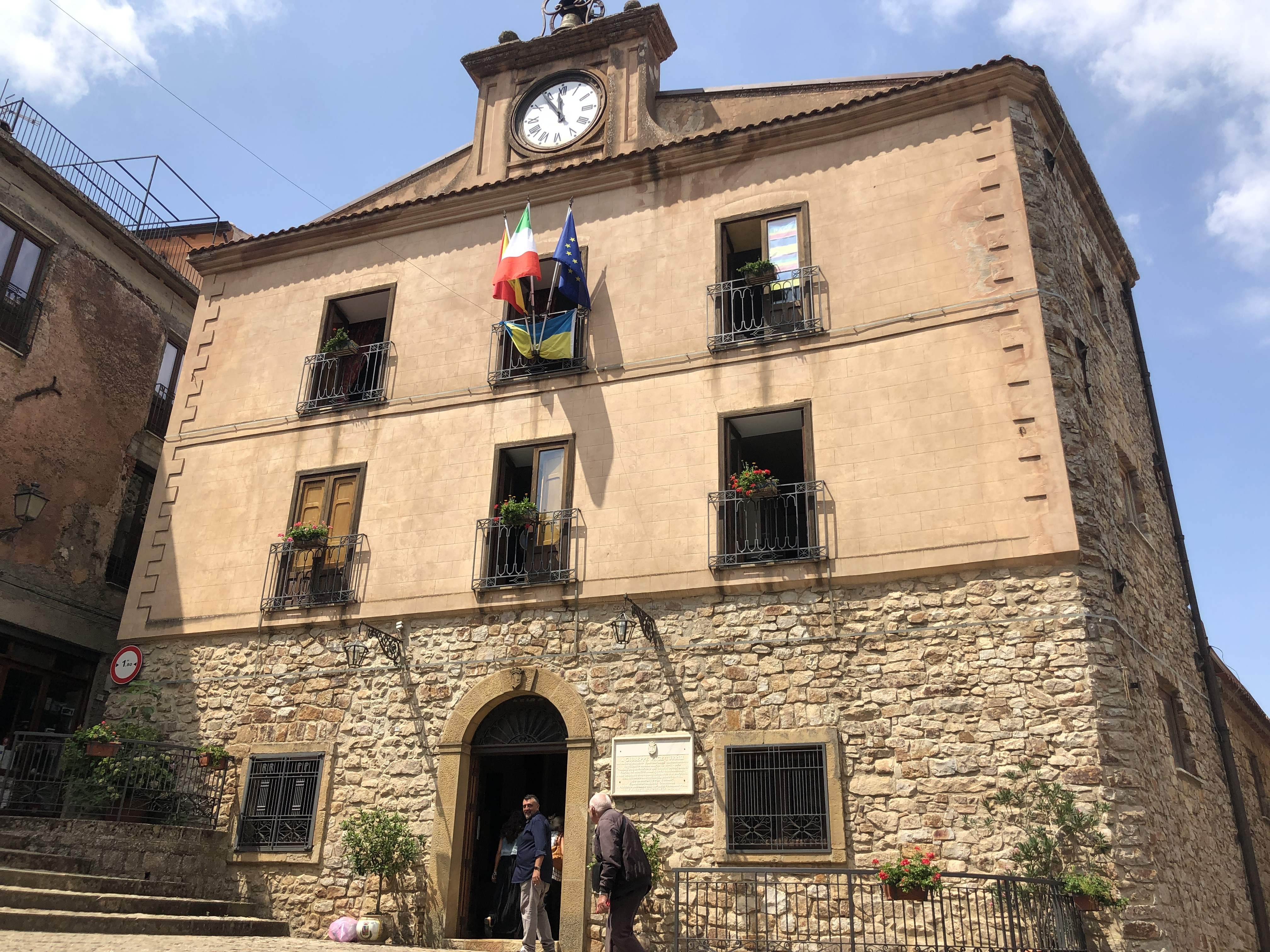
Municipio di San Mauro Castelverde

Il D.P.R. del 17 gennaio 2000 ha sortito la concessione dello stemma e del gonfalone al comune di San Mauro Castelverde.
Stemma
Gonfalone
Come simbolo dell'autorità municipale viene anche utilizzata una mazza cerimoniale in argento avente sia i simboli del comune sia una sommitale raffigurazione del santo patrono.

## Monumenti e luoghi d'interesse

### Architetture religiose

#### Chiesa di San Mauro Abate

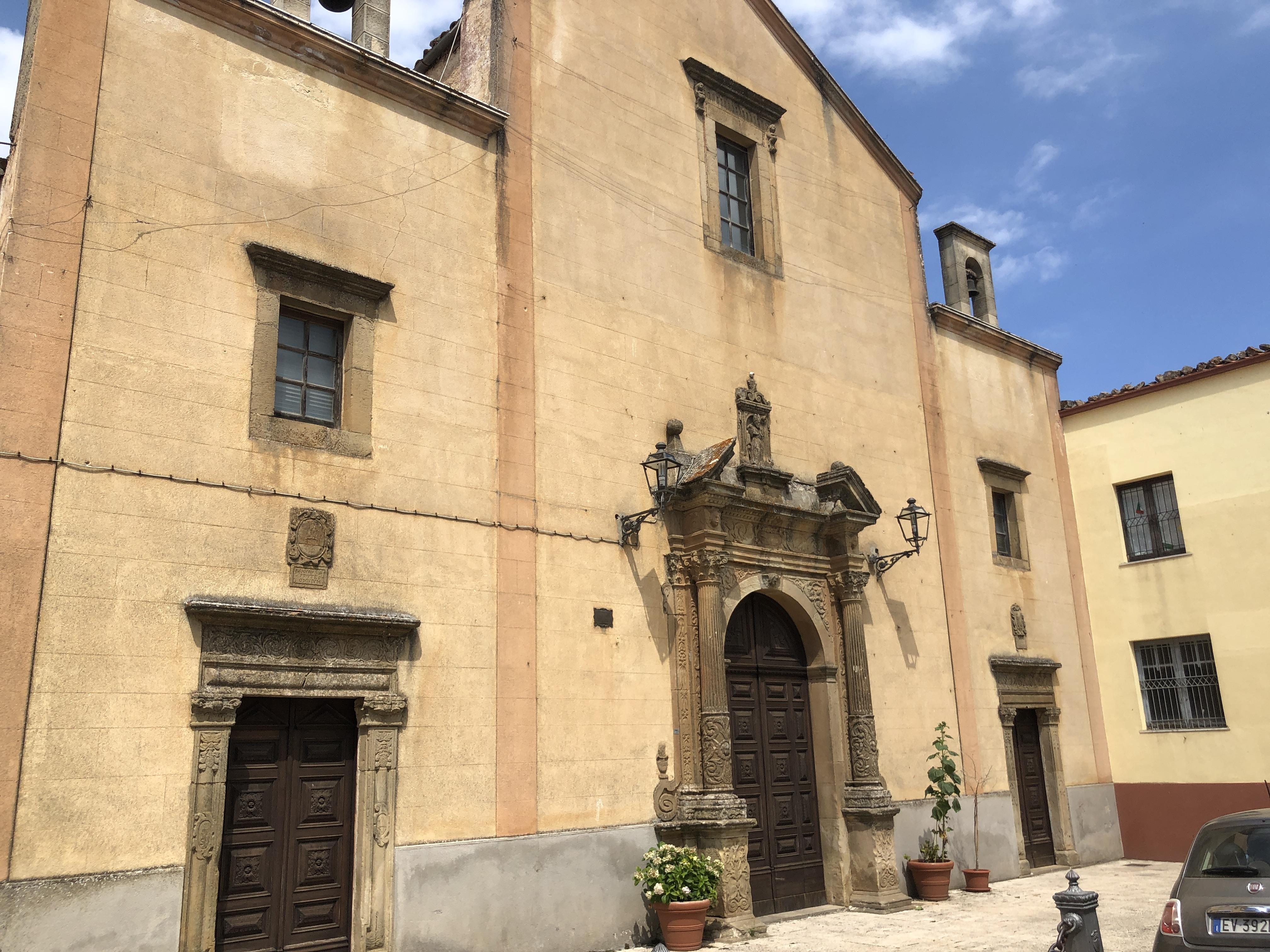
Chiesa di San Mauro Abate

Nei pressi del belvedere si trova la chiesa del patrono, San Mauro abate, col suo particolare campanile a sfere semi-sovrapposte in laterizi smaltati e variopinti. Di certo ha incorporato le chiese allora esistenti di San Giovanni Evangelista e San Vito e, secondo il Leonarda, fu costruito per la prima volta nel 1050, così come si evince dalla data incisa nella campana più grande del campanile. Attraverso una vetrata posta sul pavimento della chiesa, si può notare la vecchia costruzione sulla quale è stata edificata per volere del popolo, in particolare dai carbonai, dai pastori e da Bartolo Sarrica, un medico che visse e fece fortuna a Parigi. L'interno è a tre navate. In fondo alla navata sinistra si può ammirare il fercolo del santo, a otto colonne elicoidali, chiuse da una Madonnina e con degli angeli alla sommità. I quadri su tela sono quelli di San Benedetto da Norcia che riceve il giovine Mauro, del 1779 di autore sconosciuto; poi quello di Sant'Eligio e di San Vito. Presenti anche l'organo, il pulpito e il simulacro del patrono, contenente una reliquia del cranio del santo racchiusa in un teschio argenteo. Degna di nota anche una grande croce in legno con al centro un quadro dell'Addolorata. Infine, posta oggi alla sommità della navata centrale, vi è la statua in marmo della Madonna dell'Udienza, di scuola pseudo-gaginiana, datata 1477. 
La facciata presenta tre ordini verticali, con un portale di pietra arenaria e intagli del maestro Luca Morina (o Murena) di Nicosia (1650). 
Il caratteristico campanile con la sua cuspide in maiolica colorata fu costruito nel 1620 e poi restaurato diverse volte.

#### Chiesa di Santa Maria della Catena e il monastero della Badia
Limitrofi alla chiesa di San Mauro sono la chiesa di Santa Maria della Catena e il monastero della Badia, dedicati entrambi alla Madonna della Catena, fino al 2011 in custodia delle suore domenicane. Databile al XVI secolo, è impiantata su una precedente struttura della quale si conservano la cripta e i locali ipogei con affreschi vari del XV secolo che descrivono episodi biblici.
L'attuale chiesa si presenta a unica navata e conserva al suo interno il quadro di Maria SS. della Catena (copia originale della Madonna di San Girolamo 
del Correggio), una statuetta di San Sebastiano (di scuola michelangiolesca), un'altra di Cristo alla Colonna: opere portate da Roma dal compaesano don Vincenzo Greco nel 1674. 
Presenti anche due quadri con la presenza topografica del paese (uno proveniente dall'ex convento del Cappuccini e l'altro dalla chiesa di Porto Salvo), altri dipinti appartenenti alla Chiesa di Maria SS. Addolorata (ex Convento dei Cappuccini) e un trittico a sportelli appartenente alla Chiesa di San Giorgio Martire che rappresenta, al centro, una Celebrazione Eucaristica dedicata a San Gregorio Magno con Gesù Cristo Crocifisso e le anime del Purgatorio (dipinto su tela), mentre gli sportelli in legno sono caratterizzati dalle raffigurazioni dei "Santi Protettori" di San Mauro Castelverde: San Giorgio Martire, San Mauro Abate, San Giuseppe, Santa Vittoria Martire Protocristiana.
Inoltre, fino al 2011, era anche presente un quadro della Madonna del Rosario, dipinto con cornice lignea del 1800 (un tempo apparentemente alla chiesa di San Giorgio Martire) e un quadro di San Michele Arcangelo.

#### Chiesa di Santa Maria de' Francis

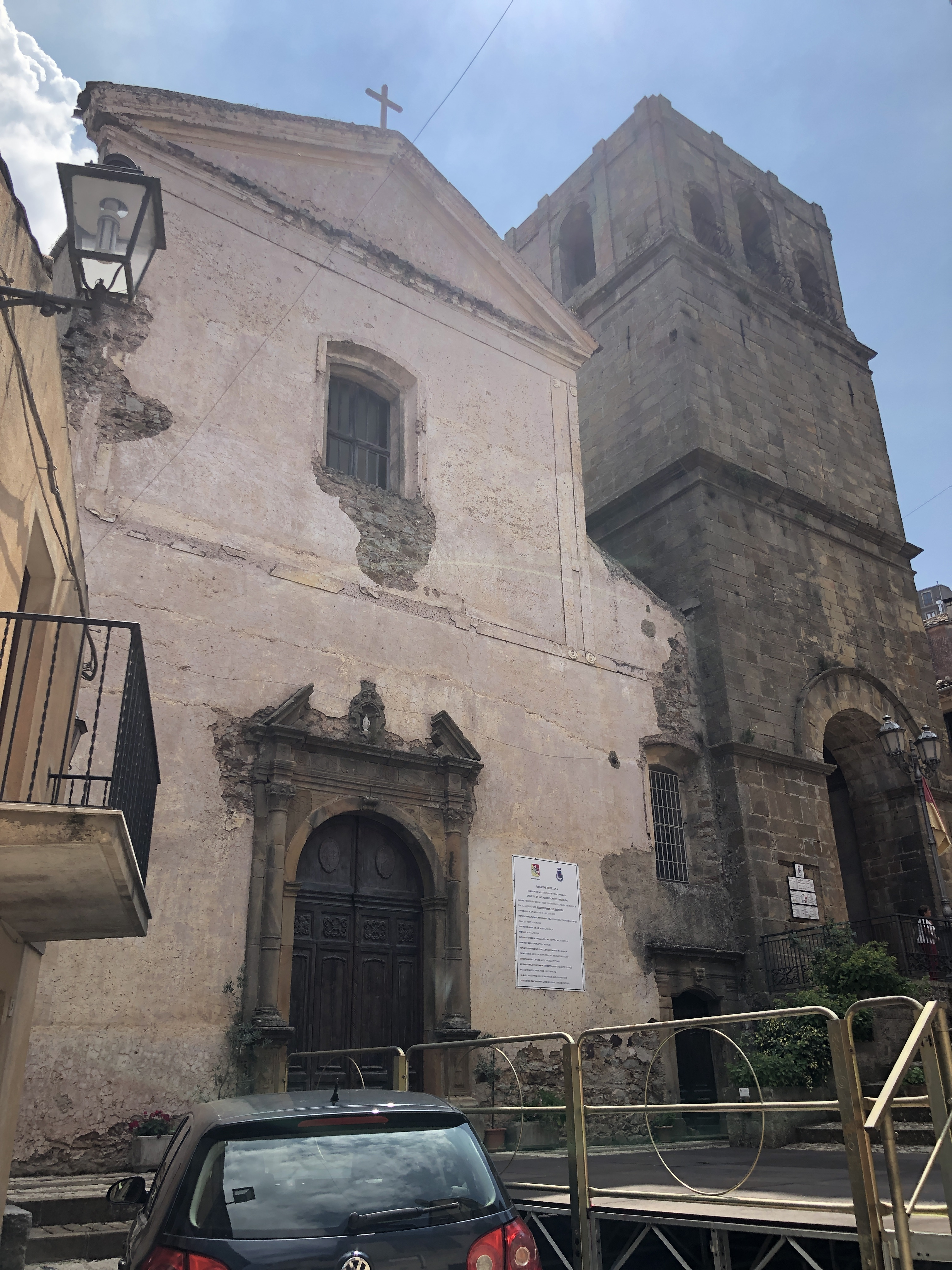
Chiesa di Santa Maria de' Francis

La chiesa di Santa Maria de' Francis si colloca nella parte centrale del borgo, nella piazza in cui sorge il municipio, ed è pertanto la più frequentata. Fu costruita o dai francesi durante il dominio angioino, dopo il 1266, o dalla famiglia nobiliare dei Franchi che soggiornava allora in paese. 
Con pianta a croce latina, di certo ampliata e modificata, oggi è posta su un livello più alto a tre navate e, nel portone principale in pietra arenaria, è incisa la data del 1634. Da menzionare certamente l'abside, dietro l'altare maggiore, contenente un'icona marmorea con al centro la Madonna, databile al 1522, di scuola gaginiana. La navata di sinistra (detta del "Sacramento") offre un antico quadro di Santa Lucia (che prima era custodito nella chiesa omonima nei pressi di via Garibaldi); altrove, il quadro di San Gaetano da Thiene che divide denaro ai poveri e quello di San Francesco di Paola che opera il miracolo della resurrezione. Sempre a sinistra, ma sull'altare, si trova un piccolo ciborio angelico in marmo di scuola gaginiana e, di rimpetto, il mezzo busto marmoreo del SS. Salvatore con una mano sul mondo e l'altra benedicente. Quest'ultimo, scolpito da Ercole Ferrata, fu portato da Roma in paese dal benemerito Don Vincenzo Greco. Nella navata di destra, oltre a quadri di rilievo come quello della "Madonna del lume", si trova la celebre statua marmorea della "Madonna della Provvidenza" (nota anche come Madonna del Soccorso), opera di Domenico Gagini e realizzata nel 1480; inoltre, sempre all'interno della navata in questione, si trovano i resti di un polittico ligneo del XIV secolo di scuola gotico-senese, raffigurante la Vergine col Bambino, proveniente dalla chiesa di San Nicola. Degna di nota, oltre all'antico fonte battesimale di Antonello Gagini, è la torre campanaria, che porta due date sulle pareti (1726 a sud e, ad ovest, 1765) anche se, a distanza di due secoli d'incompiutezza, fu terminato nel 1960 per volontà del sacerdote Domenico Leonarda, al quale, oltretutto, si deve pure l'attuale pavimentazione marmorea della chiesa.

#### Chiesa di San Giorgio

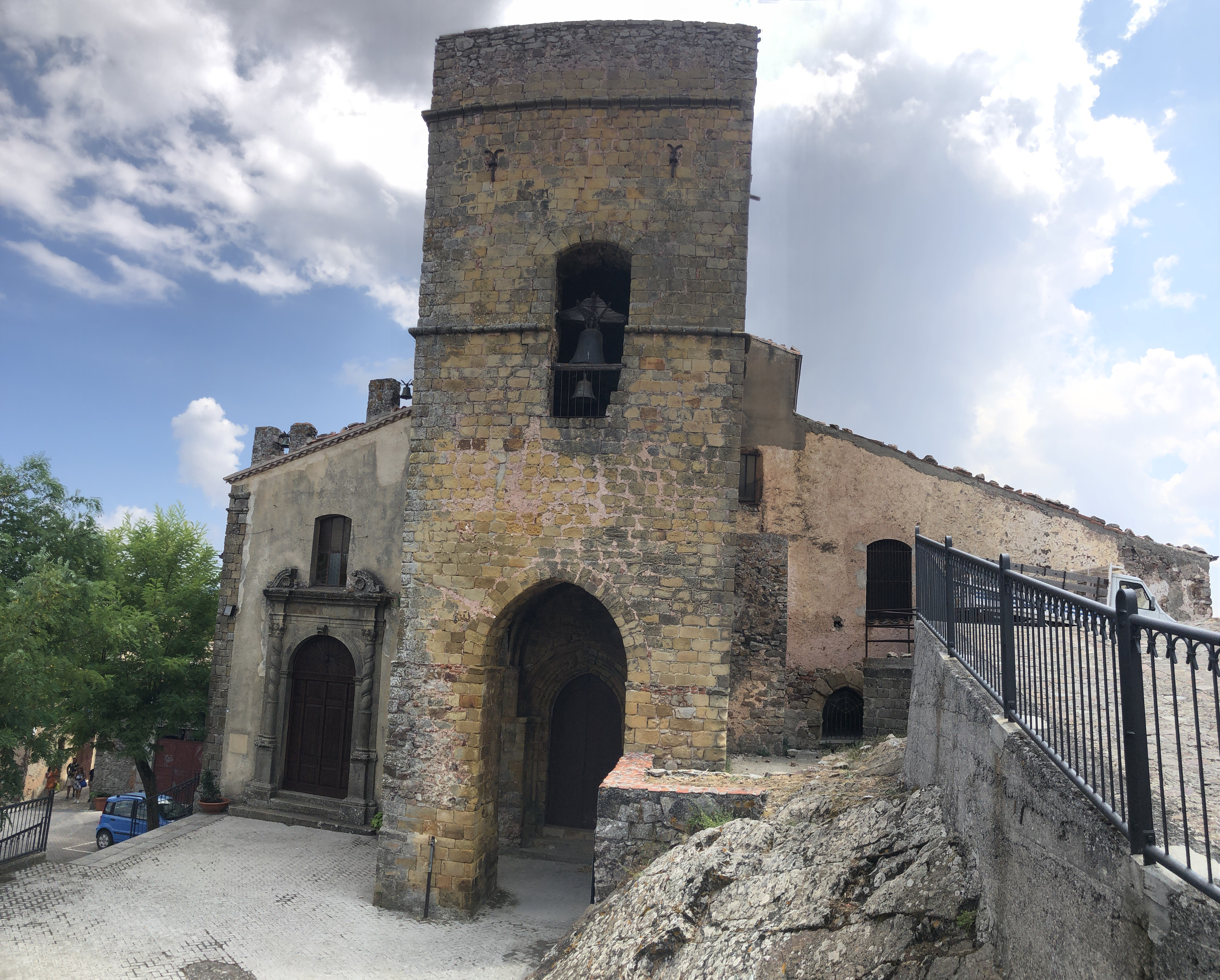
San Giorgio

Il culto in onore di San Giorgio venne forse introdotto dai Normanni, che lo fecero compatrono del paese. Secondo il La Rocca, invece, esso esisteva sin dai tempi più remoti: la chiesa in questione, a lui dedicata, parrebbe essere stata fondata molto tempo addietro, dal momento che il santo fu ritenuto primo protettore del paese. 
L'edificio svolge ancora oggi il ruolo di chiesa madre. Questa (XII-XVII secolo) fu eretta in stile arabo-normanno e poi ampliata e modificata. Di tale ordine rimane il portale in pietra arenaria, che immette nella navata centrale, e la cupola del campanile. 
La chiesa è a tre navate e vi si trovano una statua della Madonna del Carmelo con annesso altare, un'altra di San Giuseppe col bambino e, simbolicamente, un quadro di San Giorgio che uccide il mostro. E ancora: un'icona marmorea dell'altare Maggiore commissionata da Andrea De Marta nel 1514 e molto probabilmente realizzata da Bartolomeo Berrettaro e Giuliano Mancino , nonché una statua di San Giorgio stesso assieme a un quadro di San Lorenzo, l'altare del crocifisso, un quadro dell'angelo custode, l'altare contenente il sarcofago con le spoglie di Santa Vittoria , un quadro sulla deposizione del Cristo e un altro intitolato alla Madonna della cintura. Inoltre vi sono la lapide sepolcrale del sacerdote don Francesco La Rocca e quella di Giovanni Ventimiglia. 
Nella sagrestia sono presenti i ritratti degli arcipreti maurini dal 1601 al 1892. Il campanile si ritiene che sia stata costruito nel 400 a causa delle quattro "C" rinvenuti su alcune delle sue pareti: tale ipotesi, nonostante tutto, sembra improbabile.
Custodisce l'Ostensorio dei Papi o Reliquiario della Vera Croce un prezioso gioiello di fine '400 - inizio '500 che presenta delle scene della Passione di Cristo. Di produzione orafa lombarda, fu forgiato sotto la probabile influenza di Leonardo da Vinci. Fu utilizzato dai pontefici presso il Vaticano e successivamente arrivò nella chiesa madre di San Giorgio Martire a San Mauro Castelverde grazie al concittadino don Vincenzo Greco, beneficiale in Santa Maria Maggiore a Roma, il cui atto di consegna è documentato nel 1663.
Tra le altre chiese, a parte quelle sparse per tutto il territorio e quelle ormai profanate o non più esistenti, si hanno quelle di San Nicolò, del collegio di Maria, San Giacomo, l'ex chiesa del Santissimo Salvatore, Santa Sofia e San Pietro; alle porte del paese, invece, la chiesa di Porto Salvo.

### Architetture significative
All'ingresso del paese, di fronte al corso principale si trova un modesto ma bel monumento innalzato agli eroi della Grande Guerra del 1915-18. L'opera, dello scultore Francesco Sorge di Palermo, raffigura un soldato di bronzo (dicesi il primo soldato maurino a cadere in battaglia, Giuseppe Madonia) che volge lo sguardo verso il mare, simbolo di libertà, e ogni anno, solitamente il quattro del mese di novembre, vi si commemorano i caduti in battaglia alla presenza dei combattenti e reduci, delle autorità religiose, civili e militari. Inaugurato nel 1929 al cospetto del prefetto Cesare Mori, durante i lavori di scavo per la base delle fondamenta furono rinvenute delle monetine d'età romano-imperiale e, più precisamente, secondo gli studiosi e numismatici del tempo, appartenenti all'età di Antonino Pio (138-161 d.C.).
Di orologi solari se ne contano attualmente circa una decina, tutti di tipo verticale, impropriamente chiamati "meridiane". Sono posizionati su pareti di chiese e di edifici privati, sia nel centro storico sia in alcune contrade (Casale Botindari e Karsa), in cui avevano una precisa funzione sociale oltre che quella di misurazione del tempo.
In seno ai 66 archi e ai molti cortili ("bàgli") disseminati in tutto il paese, da menzionare sono il palazzo municipale (a tre piani e sormontato da un orologio del 1884, nonché ex magazzino dei Ventimiglia), realizzato e ultimato durante l'Amministrazione di Mauro Leonarda, inaugurato il 18 settembre 1889 ma già ideato e progettato tempo addietro, tra il 1873 e il 1875, dal sindaco Giuseppe Pace Turrisi.
Inoltre l'ex convento dei Cappuccini, che sorge nel luogo un tempo detto di San Filippo d'Argirò, sia perché a San Mauro vi erano ben venticinque religiosi di tale ordine sia per diretto interessamento di Don Nicola Agnello, arcidiacono della Cattedrale di Cefalù, tanto che nel 1746 dalla Santa Sede si ottenne l'autorizzazione necessaria alla sua istituzione; circa dieci anni dopo, invece, il permesso reale. Fu completato e inaugurato il 22 giugno 1762 assieme alla nuova chiesa annessa, dedicata alla Vergine Addolorata, invocata dagli abitanti per intercedere alla realizzazione del suddetto monastero.
Infine si annoverano anche i ruderi del padiglione di caccia dei Ventimiglia (in zona Sant'Ippolito), la torre di San Cono (nell'omonima contrada) e le edicole votive sparse per il territorio.
Sul punto più elevato della città si trovava il castello, di cui si hanno pochissime notizie, così come si hanno pochissimi resti. Fu fondato nel 1196 ad opera dei normanni ed era composto da un ingresso sul lato est a cui si accedeva ad un cortile interno. La struttura non era grande appena 45x30 metri e consentiva appena la presenza di alcuni ambienti abitativi. Tuttavia ad essa dovevano essere collegate altre mura riscontrabili nei nomi delle strade Porta del vento e Porta grande. La struttura comprendeva anche delle torri cilindriche.

### Siti e architetture extra urbani

#### Colle Calandra
Uscendo di paese, dopo il colle della Maddalena e il colle San Marco (luogo dell'attuale cimitero) si piazza il colle della Calàndra. Può darsi che il nome provenga da un'etimologia locale ("calànnara") indicante un comune uccello passeriforme, l'allodola. 
Da antichissime tradizioni locali si hanno notizie del fatto che essa, poiché poco distante dal paese, fosse un'antica realtà poi andata distrutta. Pare anche che fosse esistita sin dai tempi di Cicerone (I secolo a.C.) e che avesse dato al mondo illustri figli quali un certo Demetrio e Cecilio, la cui discendenza, comunque, non ci pare essere stata testimoniata. Probabilmente Calatta era, assieme ad Alèsa (corrente Tusa), una colonia di Hèrbita (l'odierna Nicosia).
Su quel colle, tuttavia, resta un vago ricordo di una città precedente al paese andata in rovina e che lasciava presupporre un luogo incantevole. Di essa è nota la leggenda della "truatùra", che non può mancare dato che si tratta di una città ormai da tempo scomparsa: la fantasia popolare, sicuramente, ve ne ha sotterrato miti e ricchezze d'ogni sorta. Il termine "truatùra" indica propriamente un tesoro da anni nascosto che può essere trovato dando compimento a delle specifiche condizioni. In questo caso, stando a quanto si narra, ogni sette anni, il sei gennaio a mezzanotte, vi si potrebbe trovare una gran quantità d'oggetti d'oro prendendosi tutto ciò che si può. Siccome si disconosce l'ultimo anno in cui essa è stata sciolta, occorre fare una notevole fatica: riempire un bicchiere fino al colmo al bevaio del cosiddetto "Pìscio" e portarlo, senza farne cadere nemmeno una goccia, sino alla vetta del nostro colle; il che significa percorrere un impervio cammino, in pieno inverno, di notte e, soprattutto, non facendo cadere dell'acqua. Alcuni che si sono prodigati nell'adempimento dell'impresa non vi hanno trovato nulla: o non era l'anno giusto o, forse, si tratta di un mito oramai sfatato.

#### Chiesa dell'Annunziata
Ubicata a circa un paio di chilometri a sud dell'abitato, ha origini molto antiche. Veniva chiamata anche chiesa di Santa Maria dei Tracchi forse perché "solitaria", nonché "aspra", in riferimento alla foltezza dei boschi circostanti. Di forma rettangolare, pare che essa sia stata eretta nel 152 d.C. stando a quanto riporta la data sulla pietra di chiusura del portale in pietra arenaria. Diversi studiosi ipotizzano che essa, se si dà per certa tale datazione, debba essere stata eretta come rifugio per le persecuzioni contro i cristiani dell'allora imperatore romano Antonino Pio (138-161 d.C.). Più certo è, invece, che la struttura che oggi si può ammirare è differente da quella originaria, dal momento che è stata riedificata per volere di Don Vincenzo Greco nel 1640. Tuttavia si vuole, forse per tradizione, che sia proprio il 152 l'anno di edificazione: così, probabilmente, si spiegherebbe meglio il fatto che la chiesa fosse stata visitata, nel sesto secolo, da San Gregorio Magno, papa dal 590 al 604, durante una sua visita in Sicilia, divenendo meta di pellegrinaggio extraurbano. Se non c'è nulla che possa non escluderne il suo inestimabile valore come passaggio di epoche storiche, certo è che, quantomeno a livello più prettamente devozionale, i maurini, fino a non molti anni addietro, ringraziavano la Madonna dell'Annunziata per il buon raccolto l'otto settembre di ogni anno, giacché l'intera zona ove sorge la chiesetta era dedita alla coltivazione della manna e dei cereali.

#### L'edicola con l'impronta di San Gregorio Magno
Tra le campagne, nella zona della chiesa dell'Annunziata, vi è una piccola grata con una impronta su pietra lasciata da Papa Gregorio I in preghiera. Si racconta infatti che il pontefice, passando da quella zona e vedendo la chiesetta da lontano, dopo essersi genuflesso per rendere grazie a Dio, abbia lasciato miracolosamente l'impronta del ginocchio, tutt'oggi racchiusa in un'edicola votiva poco distante dall'edificio chiesastico.

#### La rocca della dragonia e le rocche dei Saraceni
Scendendo per la contrada "Malìa" e salendo ai margini della strada, ci si imbatte nella rocca della Dragonia, luogo certamente asperrimo di condizioni e, secondo l'antico costume mitico, abitato dai draghi. Vi si può ammirare un antico bevaio i cui i blocchi sono stati scavati a mano da uno scultore allora famoso di Castel di Lucio. 
Per le rocche dei Saraceni, invece, si sale un'altra zona scoscesa a partire da Gàllina. Qui si trova ancora una piccola fontana circondata da pietra, anche se doveva esserci anche una grotta non più esistente.

#### Contrada e chiesa di San Giuseppe
Scendendo, infine, per la SP 52 si incontra la piccola borgata di "San Giuseppe" con annessa chiesetta. In essa si può ammirare una statuetta del Santo Padre e del Bambin Gesù. Ogni anno, nel primo giorno del mese di maggio, si celebra una festa in onore di San Giuseppe artigiano con una messa solenne e con una piccola processione. Come momento ludico della festa vi è la tradizionale rottura delle "pignàti", gioco consistente nella rottura di pentole di terracotta, colme di premi, da parte dei concorrenti che, a turno, bendati, cercano di squassarle con un bastone per poi riceverne l'intero contenuto.
Proseguendo lungo la strada di San Giuseppe troviamo il "piano Triàri" (delle tre aie) da cui, a sinistra, si accede alla contrada "Santa Rosalia", un tempo ricca di vigneti. E ancora quella del "Vuscìgliu" (quercia) e, scendendo ancora, "Xinni" e "Karsa" (giardino), nomi di contrade arabe floridissime per legname e agrumeti.

#### Altre chiesette rurali
Delle chiese delle contrade omonime si hanno quelle di Borrello, Karsa e Botindari. Località turistiche esse stesse, sono borgate (o frazioni, come Borrello Alto e Basso, appunto) in cui, soprattutto durante il periodo invernale, la gente "migra" per poi tornare in paese in primavera.

#### Gole di Tiberio

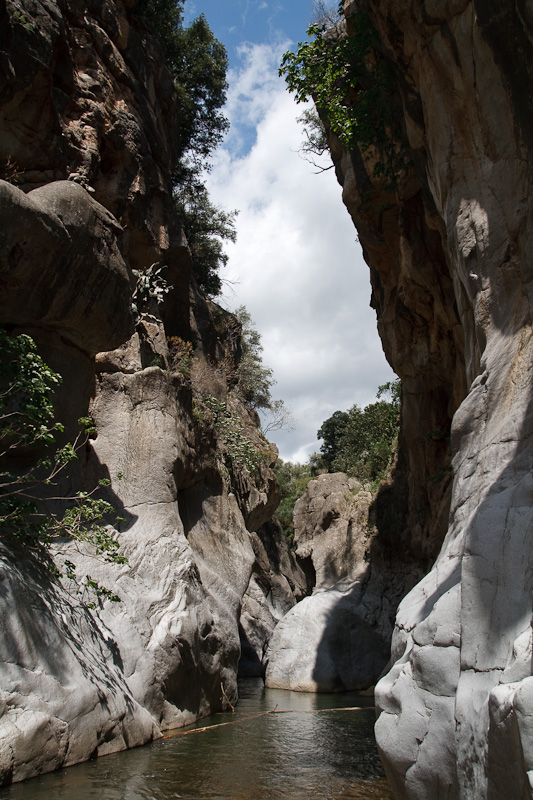
Ingresso delle Gole di Tiberio

Al confine del territorio, proseguendo dal bivio di Borrello verso Gangi, scendendo un paio di chilometri dall'asse della SP 60 si possono visitare le Gole di Tiberio. Risalenti al periodo del Triassico superiore, per le sue valenze geologiche in quanto facenti parte del Parco delle Madonie, sono state riconosciute dall'UNESCO come uno dei siti Geoparks Network. Esse si trovano lungo il predetto fiume a circa 100 m s.l.m.. (e a 10 km di distanza dal mar Tirreno) tra i comuni di San Mauro Castelverde, Pollina e Castelbuono. Pur senza riferimenti storici correlati, nella cultura popolare locale si tramanda che il luogo in cui sono abbia preso la denominazione di Tiberio per il fatto che lì vi fosse una villa d'età romano-imperiale intitolata proprio all'omonimo imperatore (regnante a Roma tra il 14 e il 37 d.C.), già amante dei luoghi d'acqua. Per via del continuo flusso d'acqua, si è creduto che esso fosse legato al mare per via subacquea lungo la zona del "mirìcu" (antico lemma locale stante a significare "ombelico"). In riferimento sempre alla tradizione orale, si narra della presenza di un particolare anfratto, posto all'interno delle insenature rocciose, in cui sarebbe stato conservato un tesoro appartenuto ai briganti: pare che essi fossero soliti utilizzare le grotte come nascondiglio per mettere al sicuro i frutti delle loro refurtive. Un enorme masso incastonato tra due pareti del fiume, visibile anche oggi durante una traversata, ne avrebbe poi consentito loro il passaggio su di esso in quanto via di fuga. La caverna, distribuita su tre piani, era probabilmente conosciuta dai locali ma nessuno, per timore dei malviventi, ebbe mai il coraggio di avvicinarsi.

## Società

### Evoluzione demografica
Abitanti censiti

### Tradizioni e folclore
Molto sentiti nel Comune sono i riti della Settimana Santa, la festa patronale: "a Fera" e l'Ascensione di Maria: "Acchianata a Maronna".

## Cultura

### Biblioteche e archivi
In alcuni locali sotterranei del palazzo municipale, che un tempo furono carcere mandamentale, oggi vi è la sede dell'archivio storico comunale (contenente atti che vanno dal 1622 al 1652 e dal 1798 al 1980), inventariato nel 1993 e inaugurato nel 1997 dall'allora Presidente della Camera dei Deputati Luciano Violante. Esso, complessivamente, comprende 2736 documenti provenienti da cinque fondi diversi.
Quasi limitrofa al palazzo municipale si trova la Biblioteca Comunale "Don Francesco La Rocca"  che conserva oltre 10.000 libri (con un notevole numero di libri antichi e una sala dedicata al poeta maurino Paolo Prestigiacomo).

### Scuole
Le scuole presenti tutt'oggi sono quelle materne, elementari e medie, riunite nell'Istituto Comprensivo "Pollina-San Mauro Castelverde". Il potenziamento dell’insegnamento scolastico ha assunto un grande rilievo sin dopo l’Unità d’Italia. Della scuola ruolo cardine ebbe il Comune, poiché ne provvide sempre a tutte le spese, compresi gli stipendi per gli insegnanti. Ad esempio la scuola elementare maschile era tenuta, prima del 1860, dai Padri delle Scuole Pie (fondate nel Seicento da don Vincenzo Greco), mentre quella femminile ebbe inizio il 29 marzo 1756, quando i coniugi Bernardo e Paola Maraseo fondarono il Collegio di Maria. Successivamente le sedi furono svariate e in abitazioni private, prese in affitto dal Comune stesso.
La presenza di una cultura a carattere agricolo di San Mauro Castelverde faceva sì che moltissima gente risiedesse per buona parte dell’anno nelle campagne disseminate in tutto il territorio. Nacquero, a partire dalla fine del secondo Dopoguerra, scuole multiclasse di campagna nelle borgate più abitate, come quelle di Casale Botindari, Borrello e Karsa (uniche tre rimaste attive sino agli anni ’90 del Novecento), nonché quelle di Palminteri e Passo Zorba.

### Teatro
Il Teatro Comunale è stato costruito nel XVIII secolo sul luogo dove sorgevano la chiesa e il convento francescano.
All'inizio del 1500 fu inizialmente fondato, nella zona a Est dell'"albero del Rosario"”, come convento dei padri di San Francesco, detti conventuali, che rimasero stabili in paese per circa un secolo e mezzo). Dell'atrio del convento rimane la cisterna d'acqua, un tempo utilizzata dai frati: oggi, visibile all'interno del teatro.
Prima del 1936 esistevano all'interno i palchetti laterali, in legno, ma dopo sono stati demoliti e, tra il 1960 e il 1965, sono state demolite tutte le altre strutture in legno ed è stata ricostruita la parte grezza in muratura.
Successivamente è stato nuovamente ristrutturato.

## Economia
Di carattere rurale, l'economia del paese è basata interamente sull'agricoltura e la pastorizia; a esse sono direttamente collegati artigiani e professionisti. Diverse unità trovano impiego in uffici pubblici e privati o nelle aziende locali o extra urbane. 
Nonostante lo spopolamento e l'esodo, il reddito annuale è prevalentemente costituito dal ricavo dei prodotti caseari, dall'olio, dal grano e dagli agrumi. Un'ulteriore entrata importante è rappresentata dalle pensioni degli anziani e degli invalidi, nonché dalle indennità di disoccupazione. Queste, non molti anni addietro, hanno dato impulso all'edilizia. 
Molto sviluppato è l'artigianato (fabbri, falegnami etc.) e valenti i professionisti del mestiere.

## Infrastrutture e trasporti

### Strade
San Mauro Castelverde è interessato dalla strada provinciale 52 e dalla strada provinciale 60.

### Ferrovie
Il Comune è servito dalla stazione di Pollina-San Mauro Castelverde, posta sulla linea Palermo-Messina.

## Amministrazione
Elenco dei sindaci del XXI secolo.
| Periodo        | Periodo        | Primo cittadino     | Partito      | Carica                    | Note   |
| -------------- | -------------- | ------------------- | ------------ | ------------------------- | ------ |
| 17 aprile 2000 | 1º giugno 2010 | Mauro Cascio        | Lista civica | Sindaco                   | [ 55 ] |
| 17 giugno 2010 | 2 giugno 2015  | Mario Azzolini      | Lista civica | Sindaco                   |        |
| 2 giugno 2015  | 11 marzo 2024  | Giuseppe Minutilla  | Lista civica | Sindaco                   | [ 56 ] |
| 11 marzo 2024  | in carica      | Salvina Cirnigliaro |              | Commissario straordinario |        |

### Gemellaggi

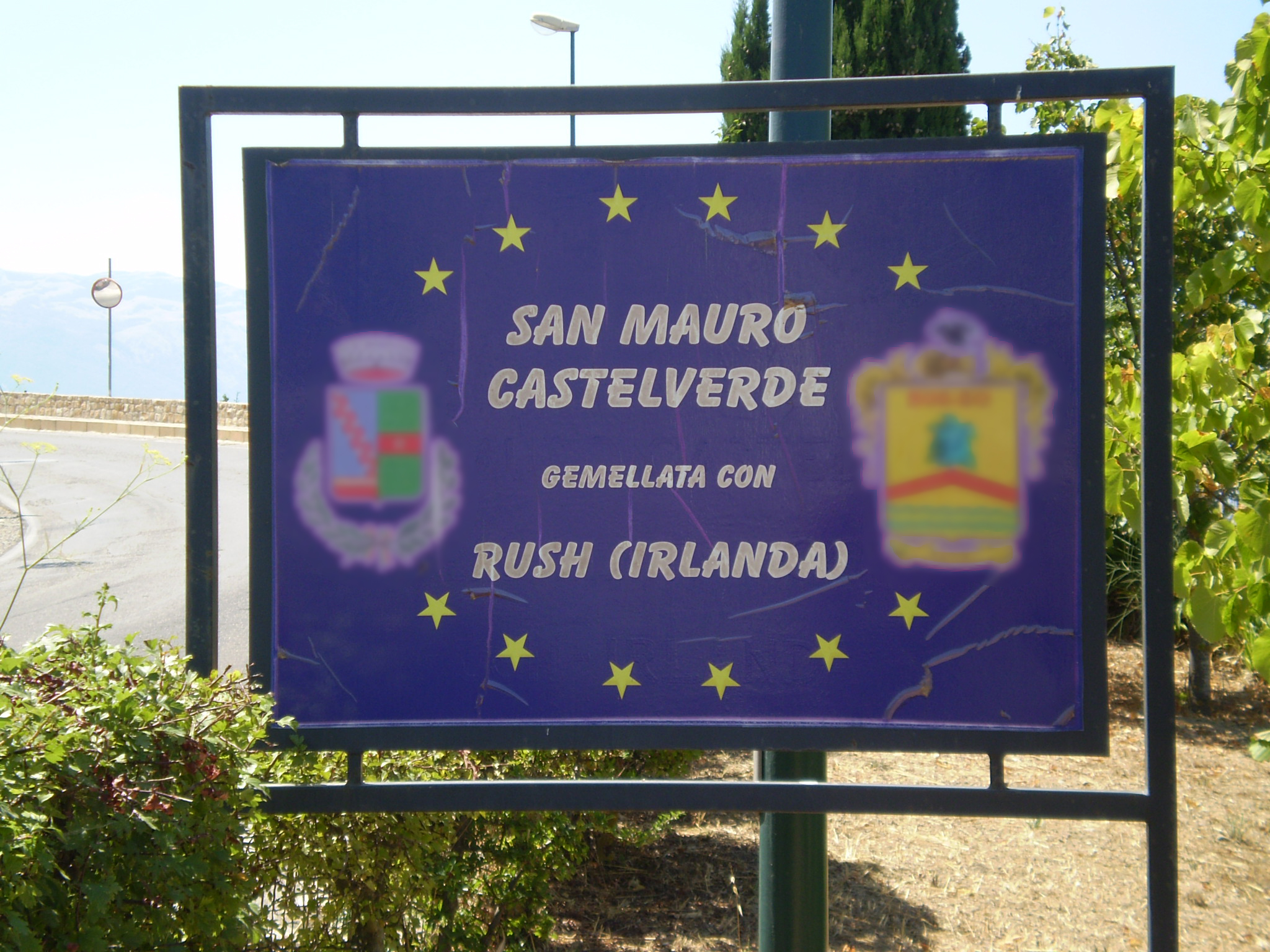
Targa ricordo del gemellaggio con Rush.

San Mauro Castelverde è gemellato con:
- Quilmes, sede di un'antica  comunità di emigranti maurini. (patto rinnovato nel marzo del 2018)[57]
- Rocca Massima[58]
- Rush, con cui condivide lo stesso santo patrono (San Mauro Abate)
- Viagrande, con cui condivide lo stesso santo patrono (San Mauro Abate)[59]

### Altre informazioni amministrative
Il Comune di San Mauro Castelverde è compreso nella regione agraria n.4, denominata "Montagna litoranea delle Madonie". Fa parte, inoltre, del Movimento "Patto dei sindaci" dal 2011.

## Sport
Ha sede nel comune la società di calcio ASD San Mauro Castelverde, nata nel 2013, che ha disputato campionati dilettantistici regionali.